# Hivatalos személy elleni bűncselekmények
A hivatalos személy elleni bűncselekmények a Btk. Különös Részének egyik bűncselekmény-csoportja, melyeket a passzív alany azonossága köt össze. A passzív alany – a bűncselekmény áldozata – minden esetben hivatalos személy vagy közfeladatot ellátó személy. A következő bűncselekmények tartoznak ebbe a kategóriába (Btk. 229-232. §):
- Hivatalos személy elleni erőszak
- Közfeladatot ellátó személy elleni erőszak
- Hivatalos személy támogatója elleni erőszak
- Nemzetközileg védett személy elleni erőszak